# Rebecca Miller
Pour les articles homonymes, voir Miller.
Rebecca Miller (née le 15 septembre 1962 à Roxbury, Connecticut, aux États-Unis) est une actrice, réalisatrice et scénariste américaine pour le cinéma et le théâtre.

## Biographie
Née Rebecca Augusta Miller, elle est la fille du dramaturge Arthur Miller et de la photographe Inge Morath. Elle grandit dans la prestigieuse résidence de l'Hôtel Chelsea de New York. Elle a un frère, Daniel, né en 1966 avec le syndrome de Down. Daniel a été placé très jeune dans un centre spécialisé de Roxbury.
Rebecca Miller commence sa carrière comme peintre et sculptrice à Yale, où elle expose, avant de se tourner vers la scène. Elle joue dans The American Plan du club de théâtre de Manhattan, puis participe à la tournée de The Cherry Orchard, produit par Peter Brook pour la Brooklyn Academy of Music. Elle apparaît ensuite à la télévision, dans le téléfilm en deux parties The Murder of Mary Phagan (NBC, 1988).
Par la suite, Miller consacre sa carrière au cinéma. Elle apparaît en 1991 dans À propos d'Henry de Mike Nichols, interprétant la maîtresse d'Harrison Ford, puis joue dans Jeux d'adultes (Consenting Adults, 1992) l'épouse de Kevin Spacey.
En 1991, Miller concrétise son besoin d'« avoir le contrôle », et passe à l'écriture et la réalisation. Elle réalise le court-métrage Florence, avec Marcia Gay Harden. En 1992, elle met en scène sa première pièce, adaptation de After the Fall, œuvre autobiographique controversée de son père, mentionnant son union avec Marilyn Monroe. Son premier long-métrage, Angela, raconte l'histoire d'une petite fille qui s'imagine que les problèmes émotionnels de sa mère sont le fait du diable. Angela a remporté le trophée du Meilleur réalisateur au festival du film de Sundance de 1995.
Le 13 novembre 1996, Rebecca Miller épouse l'acteur Daniel Day-Lewis, qu'elle a rencontré alors qu'il préparait l'adaptation cinématographique de la pièce The Crucible avec Arthur Miller. Ils ont deux fils : Ronan Cal, né le 14 juin 1998, et Cashel Blake, né en mai 2002.

## Filmographie

### Comme actrice
- 1988 : The Murder of Mary Phagan de William Hale (TV)
- 1989 : Georg Elser – Einer aus Deutschland de Klaus Maria Brandauer
- 1991 : À propos d'Henry (Regarding Henry) de Mike Nichols
- 1992 : Wind de Carroll Ballard
- 1992 : Jeux d'adultes de Alan J. Pakula
- 1993 : The Pickle de Paul Mazursky
- 1993 : The American Clock de Bob Clark
- 1994 : Mrs Parker et le Cercle vicieux de Alan Rudolph
- 1994 : Rendez-vous avec le destin (Love Affair) de Glenn Gordon Caron
- 2017 : The Meyerowitz Stories de Noah Baumbach : Loretta Shapiro

### Comme scénariste
- 1995 : Angela de Rebecca Miller
- 2002 : Personal Velocity: Three Portraits de Rebecca Miller
- 2005 : The Ballad of Jack and Rose de Rebecca Miller
- 2005 : Proof de John Madden
- 2009 : Les Vies privées de Pippa Lee de Rebecca Miller

### Comme réalisatrice
- 1995 : Angela
- 2002 : Personal Velocity: Three Portraits
- 2005 : The Ballad of Jack and Rose
- 2009 : Les Vies privées de Pippa Lee
- 2015 : Maggie a un plan
- 2023 : She Came to Me